# Groupe Marie Claire
Vous pouvez aider à l'améliorer ou bien discuter des problèmes sur sa page de discussion.
- Il ne s’appuie pas, ou pas assez, sur des sources secondaires ou tertiaires. (Marqué depuis octobre 2020)
- Il contient une ou plusieurs listes. Le texte gagnerait à être rédigé sous la forme d’un ou plusieurs paragraphes synthétiques, afin d’être plus agréable à lire. (Marqué depuis août 2021)

- Archive Wikiwix
- Bing
- Cairn
- DuckDuckGo
- E. Universalis
- Gallica
- Google
- G. Books
- G. News
- G. Scholar
- Persée
- Qwant
- (zh) Baidu
- (ru) Yandex
- (wd) trouver des œuvres sur Wikidata

Le groupe Marie Claire est le holding d'un groupe de presse magazine français qui est détenu par la famille Prouvost (holding Évelyne Prouvost). La société est née en 1976, à la suite de la disparition du groupe de presse Prouvost, créé par l'industriel et homme politique Jean Prouvost. En France, le groupe Marie Claire édite notamment les magazines féminins Marie Claire et Cosmopolitan (édition française).
La principale participation du holding est la société Marie Claire Album qui édite le journal Marie Claire et qui emploie (en 2017) 184 collaborateurs.

## Diffusion

### Presse
France :
- 25 millions d'exemplaires vendus chaque année

International : 
- 53 millions d'exemplaires vendus chaque année
- 21 millions de lectrices chaque mois

## Historique

### Groupe Prouvost
- 1885 (24 avril) : naissance de Jean Prouvost, petit-fils d'Amédée Prouvost, important patron du textile dans le Nord de la France au XIXe siècle soutenu par le groupe sucrier Béghin[Quand ?].
- 1911 : création de l'usine de filature Lainière de Roubaix sur la commune de Wattrelos. Détruite pendant la Première Guerre mondiale, la production reprend en 1919. Jean Prouvost profite des réparations de guerre pour moderniser la production et s'implanter aux États-Unis et en Tchécoslovaquie.
- 1924 : rachat du quotidien Paris-Midi[2].
- 1926 : création de la marque de laines Pingouin.
- 1930 : rachat du quotidien Paris-Soir[3], créé en 1923, transformé en « grand quotidien d’informations illustrées ». En 1934, les ventes dépassent le million et demi d'exemplaires.
- 1937 : création du magazine Marie Claire (hebdomadaire). Paris Soir consacrait déjà certaines de ses rubriques au lectorat féminin. En 1939, Marie Claire se vend à 900 000 exemplaires. Le nom du magazine pourrait venir du roman Marie-Claire, de Marguerite Audoux[4].
- 1938 : rachat du journal sportif Match, transformé par son premier rédacteur en chef Paul Gordeaux en « hebdomadaire de l’actualité mondiale ».
- 1940 : Jean Prouvost est nommé ministre de l'Information du gouvernement Paul Reynaud (du 21 mars au 16 juin 1940) puis haut-commissaire à la Propagande (19 juin au 23 juin).
- 1942 : Marie Claire cesse de paraître à cause de l'occupation allemande de la France. Paris Soir continue de paraître en zone libre jusqu'en 1943. En zone occupée, l'armée allemande continue de faire publier le journal dans une version collaborationniste jusqu'en 1944. À la Libération, le quotidien est fermé, comme la plupart des titres ayant continué de paraître durant l'occupation.

### Après la Seconde Guerre mondiale
- 1944 : création de Marie France.
- 1949 : création de Paris Match, par Paul Gordeaux son premier rédacteur en chef. Ce nouveau magazine hebdomadaire prend la suite de Match (1938-1940), qui était déjà un hebdomadaire d'actualité en photos, et s'impose peu à peu : en 1957, il atteint 1,8 million d'exemplaires vendus. Sachant tirer profit de l'intérêt des lecteurs pour la télévision (une rubrique sur les indiscrétions des vedettes du petit écran est créée en 1959), le magazine atteint les trois millions d'exemplaires en 1964, la plus forte vente des hebdomadaires de cette époque.
- 1950 : rachat du Figaro.
- 1954 (octobre) : Marie Claire réapparaît sous forme de mensuel. Le tirage de 580 000 exemplaires du premier numéro est entièrement vendu. La presse féminine, qui échappe aux dispositions restrictives des « ordonnances de 1944 », est en plein essor avec Marie France (1944) et Elle, et passe de 4,4 millions d'exemplaires en 1955 à six en 1959. Six des douze publications qui dépassent le million d'exemplaires en 1960 sont des féminins.
- 1960 (mars) : création de Télé 7 jours, qui succède à Télé-60, en association avec Hachette. Sous la direction de Pierre Lazareff, l'hebdomadaire de presse de télévision atteint le million d'exemplaires vendus en décembre 1963, puis les deux millions en 1965, pour devenir le plus fort tirage de la presse française en 1987 (3,2 millions).
- 1966 : prise de participation dans le groupe Radio Télévision Luxembourg. Jean Prouvost en devient président-administrateur délégué. Pour enrayer le vieillissement de son auditoire, la station change de nom (RTL), de style et d'animateurs, concurrençant Europe 1 à partir de 1968, avant de devenir la première radio française en 1982.
- 1969 : création de Parents.
- 1972 : lancement de l'édition française de Cosmopolitan sous licence de la Hearst Corporation.

### Groupe Marie Claire
- 1976 : l'endettement du groupe contraint Jean Prouvost à se retirer et à céder tous ses titres, à l'exception des magazines féminins, regroupés au sein du groupe Marie Claire. Le Figaro est cédé à Robert Hersant, le reste du groupe Prouvost à Hachette.
- 1977 : L'Oréal entre dans le capital du groupe Marie Claire. Le célèbre groupe cosmétique détiendra jusqu'à 49 % de Marie Claire.
- 1978 : décès de Jean Prouvost.
- 1993 : vente de filature La Lainière de Roubaix. Fermeture au début des années 2000.
- 2000 (décembre) : Marie-Laure et Évelyne Prouvost acquièrent 17 % du capital du Groupe Marie Claire mis en vente par leur demi-sœur Donatienne de Montmort. À l’issue de cette opération, les petites-filles du fondateur sont actionnaires majoritaires avec 51 % du capital de l'entreprise.
- 2001 : L'Oréal cède sa participation à la holding Évelyne Prouvost qui en revend l'essentiel à Hachette Filipacchi Médias. La famille Prouvost détient alors 58 % du capital, contre 42 % pour HFM.
- 2004 : Évelyne Prouvost, PDG du groupe, cède sa place à son fils Arnaud de Contades.
- 2010 : lancement du féminin Envy, suspendu la même année.
- 2012 : vente de Marie France à Reworld Media[5].
- 2013 : lancement du mensuel gratuit Stylist en partenariat avec le britannique ShortList Media[6].
- 2015 : Famili fusionne avec Magicmaman[7].
- 2018 : Hachette Filipacchi Médias revend sa participation à la famille Prouvost, qui devient seule propriétaire de l'entreprise et de tout son capital[réf. nécessaire].

## Titres édités en France

### Presse féminine
- Avantages, mensuel créé en 1988
- Cosmopolitan, mensuel lancé en 1973 (version française du magazine américain qui compte 55 éditions dans le monde).
- Famili, bimestriel créé en 1993
- Marie Claire, mensuel créé en 1954, 35 éditions dans le monde.
- Marie Claire 2, semestriel créé en 2005
- Marie Claire Enfants, créé en 2010
- Stylist, magazine féminin gratuit lancé en 2013

### Maison, jardin et décoration
- Marie Claire Maison, bimestriel créé en 1967
- Marie Claire Idées, trimestriel créé en 1991
- 100 Idées Jardin, bimestriel créé en 1999
- 100 Idées Déco, bimestriel créé en 2009

### Gastronomie
- Cuisine et Vins de France, bimensuel créé en 1947.
- La Revue du vin de France, mensuel créé en 1927.
- La Revue vinicole internationale

### Mariage
- Mariages, trimestriel créé en 1960.

### Titres disparus ou cédés
- 100 idées, mensuel créé en 1972 et arrêté en 1988, cédé en 2021 à Turbulences Presse[8].
- Envy, hebdomadaire crée et arrêté en 2010 à la suite de sa fusion avec « BE »
- Marie France, mensuel créé en 1944, racheté en 1995 et cédé en 2013 à Reworld Media[5].
- Mods, parution suspendue en 2004.
- Votre Beauté, mensuel créé en 1933, parution suspendue en 2016.

## Titres édités à l'étranger
Depuis 1982, le groupe décline ses magazines à l'international en nouant des alliances avec des groupes de presse implantés localement.
- Marie Claire (35 éditions)
- Marie Claire Maison (5 éditions) : France, Corée du Sud, Italie, Turquie, Taïwan
- Marie Claire 2 (7 éditions) : Belgique - France  - Hong Kong - Italie  - Pays Bas - Taïwan - Turquie
- Marie Claire Beauté (4 éditions) : Brésil, Espagne, Italie, Mexique
- Marie Claire Enfants (2 éditions) : France - Italie
- Marie Claire Travel (1 édition) : Italie
- Marie Claire Bis Shopping (1 édition) : Italie
- Marie Claire Idées (1 édition) : France
- Marie Claire Style (1 édition) : Japon

## Les autres titres du Groupe à l'international
- Votre Beauté (5 éditions) : France - Grèce - Liban - Turquie - Ukraine
- Mariages (3 éditions) : France - Grèce - Turquie